# 테림 (음악가)
테림(TE RIM, 본명: 이태림)은 대한민국의 프로듀서이다. 2017년, 《Show Me The Money 6》 2차 예선 비트 〈Pink〉를 제작하였다. 테림은 우원재와 함께 크루 Gates에 소속되어 있다. 사용하는 DAW는 에이블톤 라이브이다.

## 학력
- 홍익대학교

## 음반 목록

### EP
- 《ODE TO TE》 (2017년)
- 《SAINT EXPERI Vol.1》 (2018년)

### 싱글
- 《FaceTime》 (2018년)

### 참여 음반
- 우원재 - 《불안》 (2018년)
- Various Artists - 《포크라노스 컴필레이션 Vol. 2 `City Drive`》 (2018년)